# Steinbruch Bentrup-Loßbruch

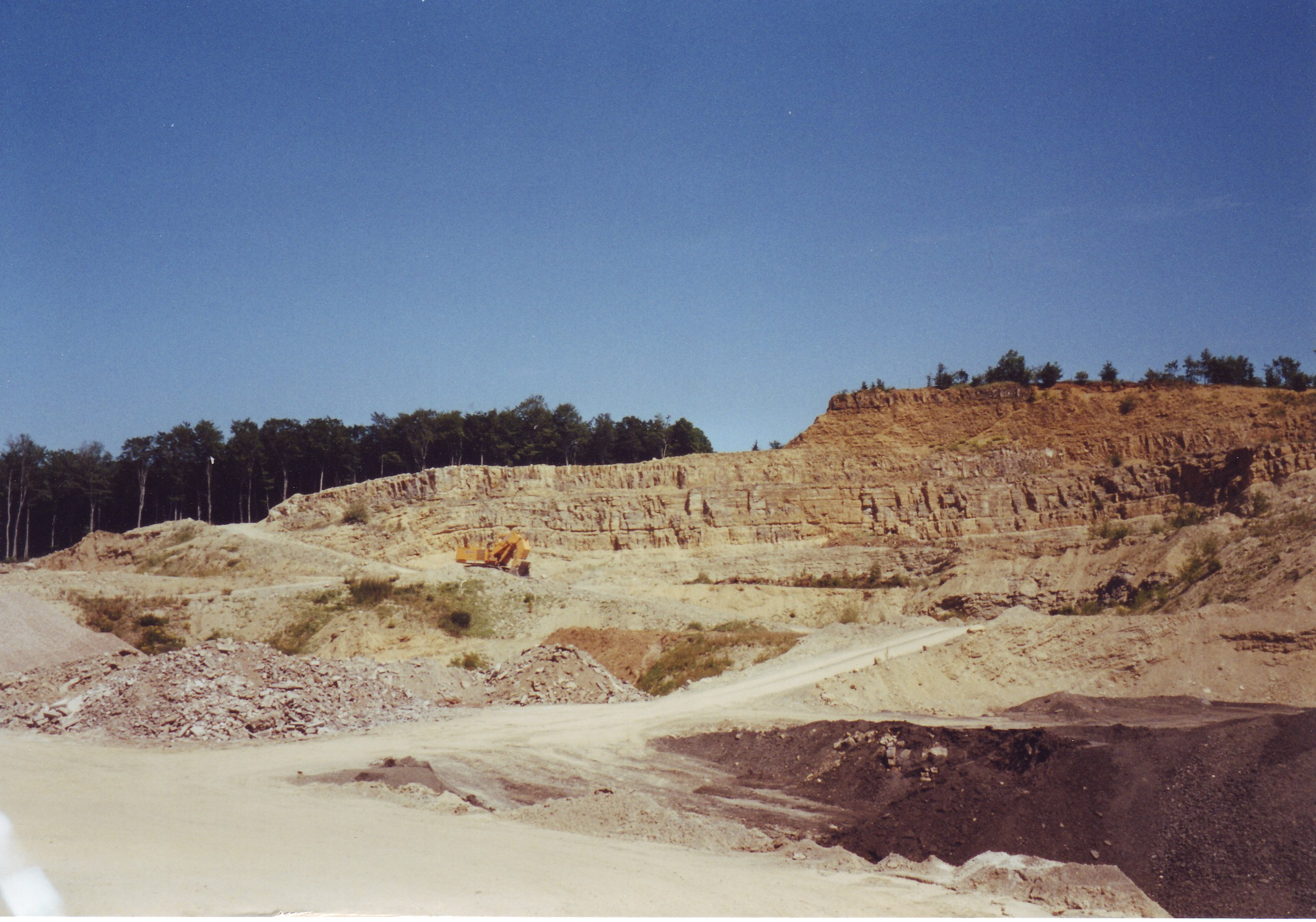
Steinbruch Bentrup-Loßbruch Nordostseite

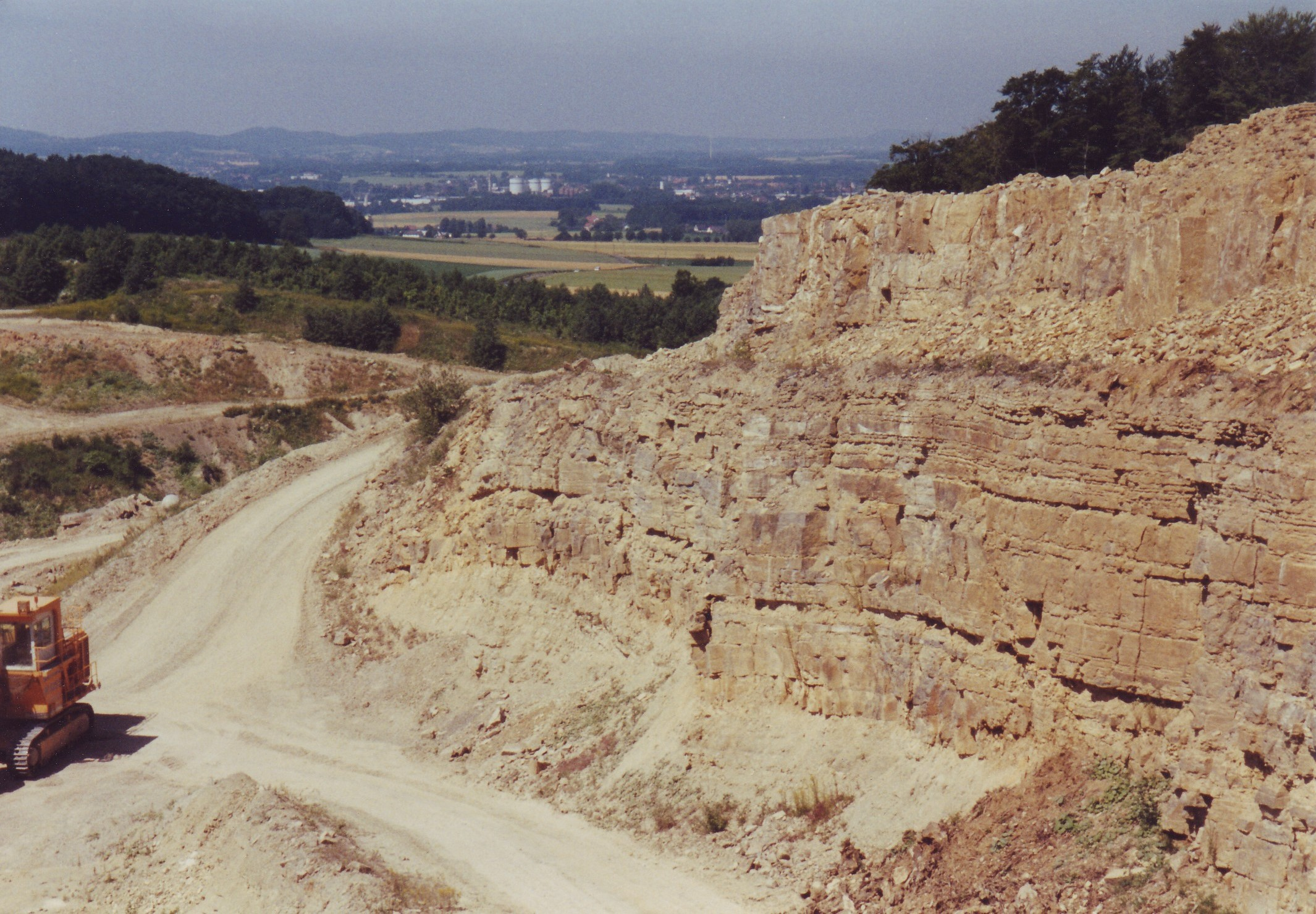
Steinbruch Nordwestseite mit Bodendeponie

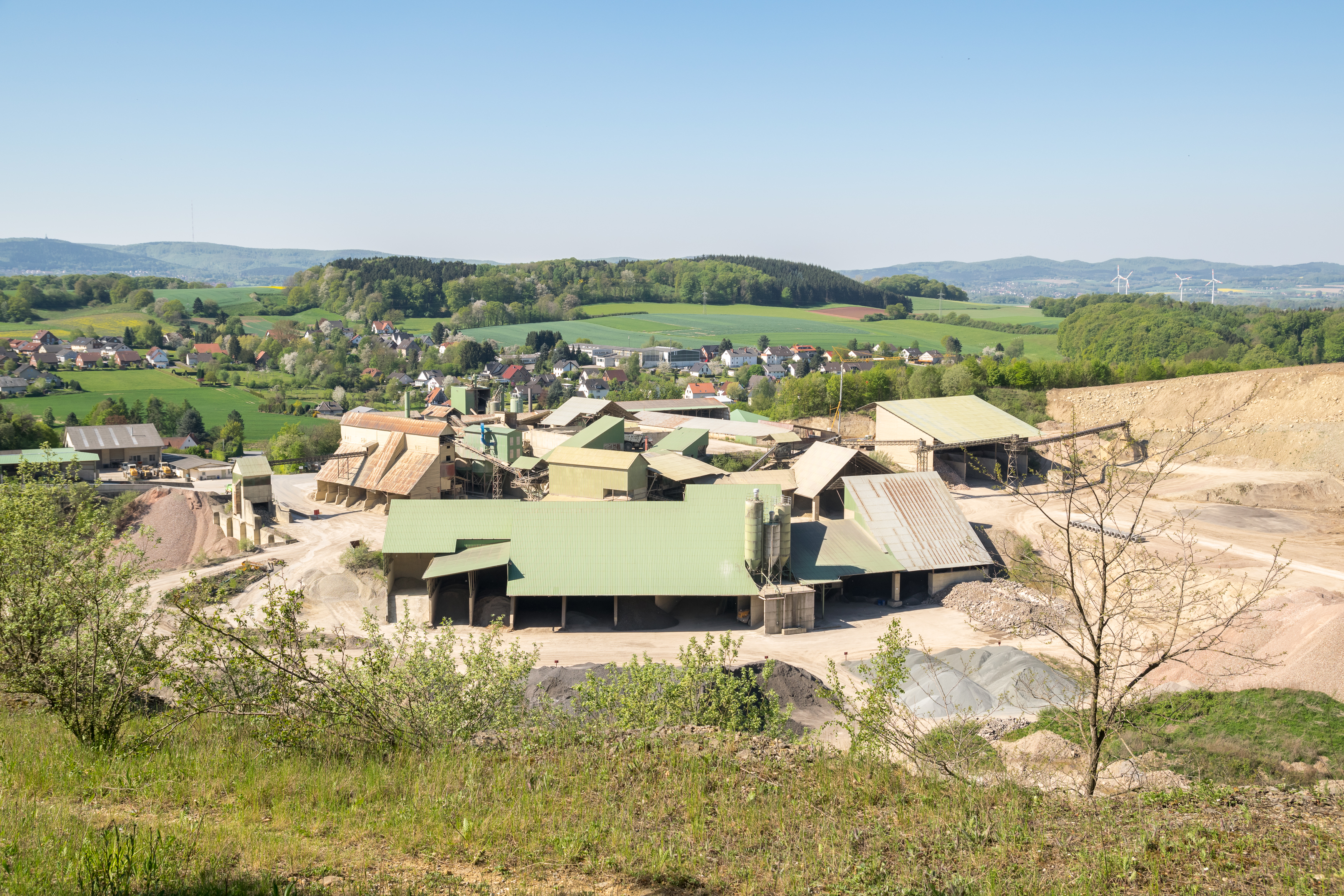
Verarbeitungsanlagen des Bruchs

Der Steinbruch Bentrup-Loßbruch ist ein aktiver Kalk-Steinbruch nördlich von Loßbruch und östlich von Bentrup im Stadtgebiet von Detmold im Bundesland Nordrhein-Westfalen. Westlich verläuft die Bundesstraße 238. Angeschnitten wird der 253,3 m hohe Gretberg. Der Bruch grenzt am Berg direkt an Buchenhochwald. Der Bruch wird von der Schiewe GmbH & Co. KG seit 1949 betrieben. Der Steinbruch ist Teil vom Landschaftsschutzgebiet Südliches Lipper Bergland mit Werrehügelland und Detmolder Hügelland sowie Bielefelder Osning mit Pivitsheider Bergen. Im Steinbruch brütet der Uhu. Der Steinbruch wird auch unter den Namen Steinbruch Schiewe, Steinbruch Bentrup, Steinbruch am Gretberg und Steinbruch Loßbruch geführt. 

## Nutzung zur Rohstoffgewinnung
Im Steinbruch wird Muschelkalk aus der Zeitepoche des Trias abgebaut. Im Steinbruch wird das abgebaute Gestein zu Splitt, Baustoffgemischen, Mauersteinen, Gabionen, Asphalt und Beton verarbeitet. Im Nordwestbereich des Bruchs findet eine Endeinlagerug von Boden-Aushub und Bauschutt statt. Die Bodendeponie nimmt Boden-Aushub und Bauschutt entsprechend Länderarbeitsgemeinschaft Abfall (LAGA) Z 1.1 ohne organische und sonstige Fremdstoffe an. Beim Bauschutt findet auch ein Recycling statt.

## Geschichte des Steinbruchs
1949 gründete Heinz Schiewe das Familienunternehmen Heinz Schiewe KG. 1969 erfolgte die Errichtung eines Asphaltmischwerkes. 1978 kam es zum Neubau der Siloanlage und der Nachbrechanlage. 1988 erfolgte der Bau einer Recyclingbrechanlage für Bauschutt. 1995 errichtete man im Bruch eine Transportbetonanlage. Als Nächstes kam es 1996  zum Bau einer Entstaubungsanlage. Im Jahr 2000 wurde aus der Heinz Schiewe KG die Schiewe GmbH & Co KG. 2001 kam es zur Erweiterung der Asphaltmischanlage auf die Zugabe von Asphaltgranulat. Im Jahr 2007 folgten weitere Erweiterungen des Betriebs zur Kapazitätserhöhung der Asphaltmischanlage durch Umbau auf 3-Tonnen-Mischer, Erweiterung der Bitumenlagerung und Neubau der Siloanlage. 2013 erfolgte der Umbau der Siloanlage auf Sichterbetrieb.